# Пол Ливайн
Пол Ливайн (на английски: Paul Jacob Levine) е американски сценарист и писател на криминална литература, предимно юридически трилъри.

## Биография
Пол Ливайн е роден на 9 януари 1948 г. в Уилиямспорт, Пенсилвания, САЩ. Ливайн завършва с диплома по журналистика от Pennsylvania State University през 1969 г. Преди да постъпи в Юридическия факултет на Университета на Маями, Ливайн работи като репортер на „The Miami Herald“, 1969-1970. В университета спортува и е редактор на „Law Review Education“. Завършва следването си с отличие през 1973 г.
Работи в адвокатски кантори във Флорида като член на адвокатската колегия 1973-77 г. Става апелативен адвокат и партньор в Маямския офис на Филадейфийската адвокатска кантора Morgan, Lewis & Bockius 1978-87. Като практикуващ адвокат, той участва като правен коментатор за телевизия WPLG, а по-късно за WTVJ-TV в Маями. Член на адвокатската колегия на Върховния съд на САЩ от 1977 г., на окръжния съд на Колумбия от 1978 г., и на адвокатската колегия на щата Пенсилвания, 1989 г. Докато пише първите си два романа е съветник на „Grossman and Roth“, Пенсилвания, 1988-1991 г. По-късно пише над 20 сценария за епизоди на сериала „Военна прокуратура“ (J.A.G.) излъчен от CBS през 1995-2005 г. Сценарист и водещ на предаването „Ти и Законът“ (You & the Law) в Newsweek Broadcasting, 1978-82. Преподава право като хоноруван преподавател в Юридическия факултет на Университета на Маями и е член на борда на Pennsylvania State University. Член е на най-различни правни и университетски организации.

### Ливайн за себе си
Ливайн често коментира себе си с ирония. За работа по сериала той казва, че най-голямото му постижение в поредицата е „кацане на самолетоносач и насочване на ядрена подводница, без да се застрашава националната сигурност.“ За кариерата си в Холивуд, започнала на 51 години, казва: „Преди да дойда на запад, мислех, че Холивудските писатели започват работа около 11 часа, надрасват нещо за няколко часа, хапват в „Мусо и Франк“ (емблематичен ресторант в Лос Анджелис), и после крадат мъдрости от звездите до края на деня. Както Рик, който дойде в Казабланка за вода, и аз не бях информиран.“ Както автора, така и неговите герои, се отличават със свежо чувство за хумор, който завладява читателите едновременно с хода на интригата.

### Творчество и награди
В произведенията на Ливайн има две серии романи: за „Джейк Ласитър“ – коравия и забавен адвокат от Маями, герой в 9 романа, и за „Соломон и Лорд“ – за вечното противоборство на двамата адвокати и партньори Стив Соломон и Виктория Лорд.
Много популярен става и героят му Джим Пейн – адвокат карък, борещ се с нестандартни средства срещу трафика на хора и сексуалното робство. Романите му са едни от най-смешните – ужасно достоверни съдебни трилъри. Преведени са на 23 езика.
Носител е на наградата на „John D. MacDonald“ за високи постижения в литературата, на наградата „Мастилницата“ на асоциацията на писателите от Южна Флорида. Романът „Соломон срещу Лорд“ е номиниран за наградите „Macavity“ и „Thurber“ за американски хумор. „Убий всички адвокати“ е финалист за наградата „International Thriller Writers“.

### Семейство
Ливайн се жени за Алис Холмсторм на 22 август 1975 г. (развеждат се на 27 юли 1992 г.), след което се жени за Рене Браунинг (адвокат). Имат две деца – Уенди и Майкъл. Живеят в Лос Анжелис.

## Произведения

### Самостоятелни романи
- Naked Came the Manatee (1997) – с Брайън Антони, Дейв Бари, Една Бюканън, Тананарив Дю, Джеймс У. Хол, Вики Хендрикс, Карл Янсен, Елмор Ленард, Евелин Майерсън и Една Стандифорд
- Деветте скорпиона, 9 Scorpions (орг.загл. „Impact“) (1998)
- Незаконен, Illegal, 2009 	– Джим Пейн
- Балистик, Ballistic (2011)
- Източник на печалба, Paydirt (2011)
- Impact (2014)

### Серия „Джейк Ласитър“ (Jake Lassiter)
1. Дълга целувка за сбогом: Случаите на Джейк Ласитър, To Speak for the Dead (1990)
2. Нощен изглед, Night Vision (1991)
3. Лъжлива зора, False Dawn (1993)
4. Смъртен грях, Mortal Sin (1994)
5. Водовъртеж, Slashback (1995)
6. Излъжи ме два пъти, Fool Me Twice (1996)
7. Блондинка от Маями, Flesh and Bones (1997)
8. Ласитър, Lassiter (2011)
9. Последен шанс за Ласитър, Last Chance Lassiter (2012)
10. Държавата срещу Ласитър, State vs. Lassiter (2013)
11. Bum Rap (2015)
12. Bum Luck (2017)
13. Bum Deal (2018)

### Серия „Стив Соломон, Виктория Лорд“ (Solomon Vs. Lord)
1. Зелено дайкири, Solomon Vs. Lord (2005)
2. Текила и синьо алиби, The Deep Blue Alibi (2006)
3. Убий всички адвокати, Kill All The Lawyers (2006)
4. Адвокат в леглото, Trial & Error (2007)
5. Habeas Porpoise (2014)

### Сборници
- Die, Lover, Die! (2011) – с Макс Алън Колинс, Бил Крайдър, Лий Голдбърг, Джоел Голдман, Ед Горман, Вики Хендрикс, Наоми Хирахара, Хари Шанън и Дейв Зелцерман
- Пътят към Ада, The Road to Hell (2013)

### Новели
- Sink or Swim (2013)

### Документалистика
- Writing Crime Fiction (2012) – с Макс Алън Колинс, Стивън Галахър, Лий Голдбърг, Джоел Голдман, Ед Горман, Либи Фишер Хелман, Вики Хендрикс, Наоми Хирахара и Дейв Зелцерман